# Eichstätt
Eichstätt è una città tedesca di 13 867 abitanti, situata nel Land della Baviera. Possiede lo status di "grande città circondariale" (große Kreisstadt).

## Geografia fisica

### Posizione
La città universitaria di Eichstätt si trova nel Parco naturale della valle dell'Altmühl ed è grande città circondariale e sede amministrativa dell'omonimo circondario. L'Università Cattolica di Eichstätt-Ingolstadt vi ha la sua sede principale. Eichstätt è una delle più piccole città universitarie d'Europa e sede dell'omonima diocesi.
Eichstätt si trova all'incirca nel centro della Baviera, a metà strada fra la capitale bavarese di Monaco, Norimberga ed Augusta e ha un buon collegamento stradale con Ratisbona. Essa è la città principale del Parco naturale della valle dell'Altmühl. A nord della città inizia il Giura Francone; la città è bagnata dal fiume Altmühl.
Il punto più alto è a 525 m s.l.m. mentre il più basso a 410 m.
A 464 m s.l.m. si erge la "Rocca di Villibaldo", santo dell'VIII secolo che fu il primo vescovo della diocesi di Eichstätt, chiamata Willibaldsburg.

### Frazioni di Eichstätt
Blumenberg, Buchenhüll, Bahnhof Eichstätt, Häringhof, Landershofen, Lüften, Marienstein, Petenfeld an der Leithen, Rebdorf, Wasserzell, Wimpasing, Wintershof, Ziegelhof.

## Preistoria e storia

### Preistoria
Circa 150 milioni di anni fa vi era qui la riva settentrionale del mar giurassico con scogliere coralline e lagune, a causa delle quali si depositarono strati di calcare di Solnhofen, che incorporarono resti di animali e piante che si fossilizzarono, fra i quali Juravenator e Archaeopteryx lithographica.
Alla fine dell'ultima era glaciale (circa un milione di anni fa) nacque la media valle dell'Altmühl, ove rimasero scogliere coralline pietrificate come segni della formazione geologica e distinguono oggi le colline del Giura.
Le prime tracce umane nella zona di Eichstätt sono state datate dal X secolo a.C.

### Storia
Già nel periodo della hallstattiano (VIII - VI secolo a.C.) ed in quello dei Celti (periodo latèniano, dal V secolo a.C.) si trovavano piccoli insediamenti nella zona dell'attuale Duomo di Eichstätt, che portavano il nome Eistedd.
Dall'80 al 260 d. C. Eichstätt faceva parte della provincia della Rezia ed ospitava un piccolo insediamento romano, la cui esatta localizzazione però è oggi non nota. A nord di Eichstätt passa il confine romano. Questo negli anni 213, 233 e 259 fu assalito dagli alemanni e l'Impero romano si ritirò sul Danubio.
Nel medioevo le vicende di Eichstätt possono riassumersi come segue:
- verso il 740: costruzione di un monastero da parte di san Bonifacio, nomina di san Villibaldo come primo vescovo della nuova diocesi di Eichstätt, quale diocesi suffraganea di quella di Magonza;
- verso il 780 si costituì il principato vescovile di Magonza, al quale apparterà anche Eichstätt
- verso l'880: traslazione dei resti della sorella di san Villibaldo, santa Valpurga ad Eichstätt; fondazione, sulla sua tomba, di un monastero benedettino, fino ad oggi mèta di pellegrinaggi;
- il 5 febbraio 908 il vescovo Erchanbald ottenne dall'imperatore Ludovico IV il diritto di battere moneta, tenere mercato e dogana, nonché quello di cingersi di mura e dal 1042 ottenne quello di chiamarsi "città" (civitas);
- nel 1007 la diocesi di Eichstätt cedette una parte del suo territorio a favore della costituenda diocesi di Bamberga
- nel 1205 i conti di Hirschberg ottennero il diritto di rappresentare il re sul loro territorio;
- dal 1305 fino all'inizio del XIX secolo Eichstätt divenne sede del principe vescovo.

### Evo moderno
- tra il 1594 ed il 1618 la città fu sede di numerosi processi per stregoneria[2]
- nel corso della guerra dei trent'anni Eichstätt, quale "fortezza del cattolicesimo", fu saccheggiata dagli svedesi ed incendiata il 12 febbraio 1634, andando quasi completamente distrutta;
- fino alla fine del XVIII secolo la città fu ricostruita in stile barocco, grazie all'attività di architetti quali, fra gli altri, Giacomo Angelini e Gabriele Gabrieli;
- dopo la secolarizzazione dei beni ecclesiastici della Baviera, la città di Eichstätt fu annessa alla medesima;
- dal 1817 al 1833 Eichstätt fu capitale del principato omonimo, sotto la sovranità dei duchi di Leuchtenberg.
- nel 1818 la diocesi di Eichstät entrò a far parte della provincia ecclesiastica dell'arcidiocesi di Bamberga

### Età contemporanea
- tra il 1939 ed il 1945 il territorio di Eichstätt ospitò un campo di prigionieri di guerra, l'Oflag VII B
- durante il periodo nazista il vescovo di Eichstätt, conte Konrad von Preysing Lichtenegg, fu l'unico responsabile di diocesi cattolica della Germania che si ribellò al Concordato fra lo Stato tedesco e la Santa Sede.
- il territorio di Eichstätt fu anche sede di una succursale del campo di concentramento di Dachau.

### Sviluppo demografico
| Anno | Abitanti |
| ---- | -------- |
| 1840 | 8.453    |
| 1871 | 8.586    |
| 1900 | 9.488    |
| 1925 | 9.782    |
| 1939 | 10.092   |

| Anno | Abitanti |
| ---- | -------- |
| 1950 | 12.879   |
| 1961 | 12.484   |
| 1970 | 12.958   |
| 1987 | 11.978   |
| 2003 | 13.100   |

| Anno | Abitanti |
| ---- | -------- |
| 2004 | 12.986   |
| 2006 | 13.721   |
| 2008 | 13.926   |
| 2009 | 13.922   |
| 2010 | 13.722   |

## Amministrazione

### Gemellaggi
- Bolca, dal 1988
- Montbrison, dal 2019
- Montegalda, dal 2019

## Sport
Ha ospitato i campionati europei di triathlon del 1994.

## Cultura

### Monumenti
- Residenz
- Castello Willibaldsburg
- Duomo
- Forte romano Pfünz

### Musei
- Jura-Museum (Museo del Giurassico, presso il castello Willibaldsburg)
- Museum für Ur- und Frühgeschichte
- Museo Diocesano

## Galleria d'immagini

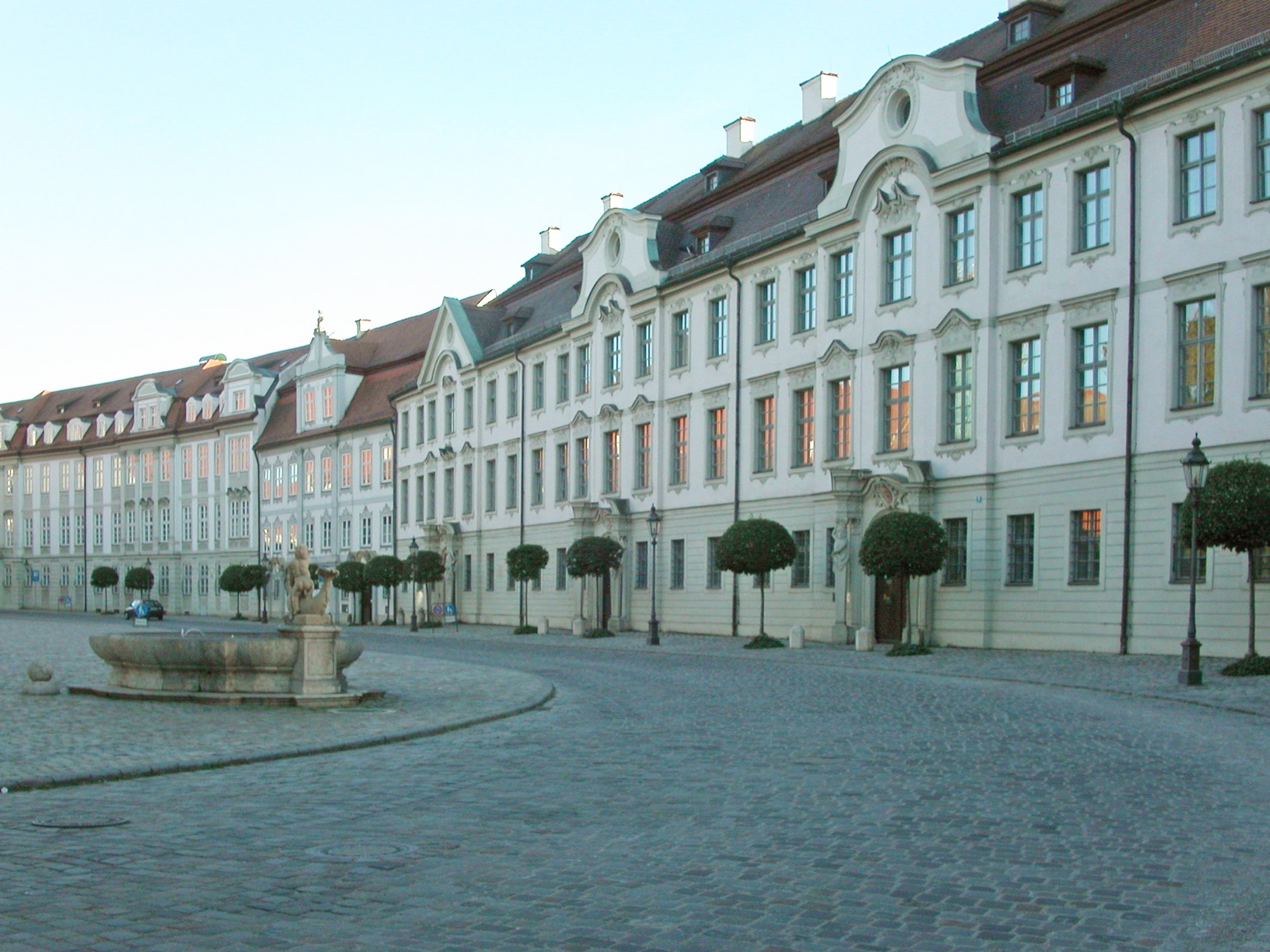
Piazza della Residenz
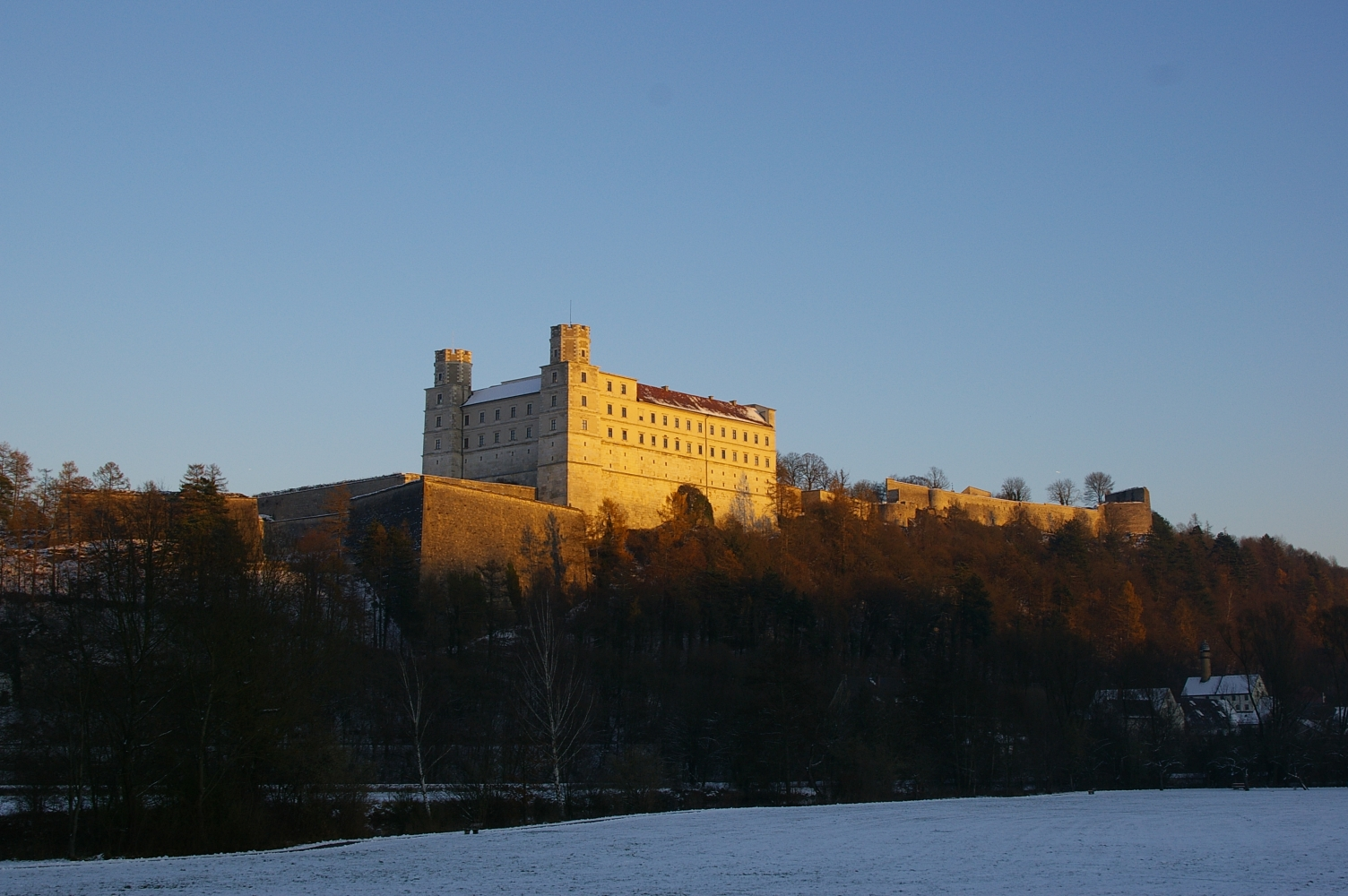
Willibaldsburg da ovest nella luce del tramonto
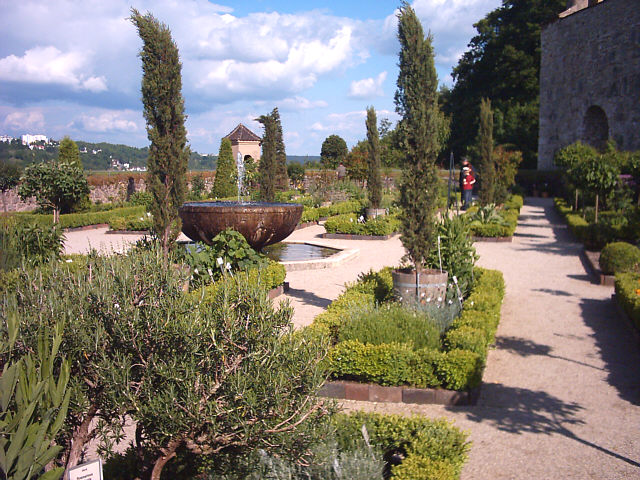
Giardino sui bastioni a Willibaldsburg
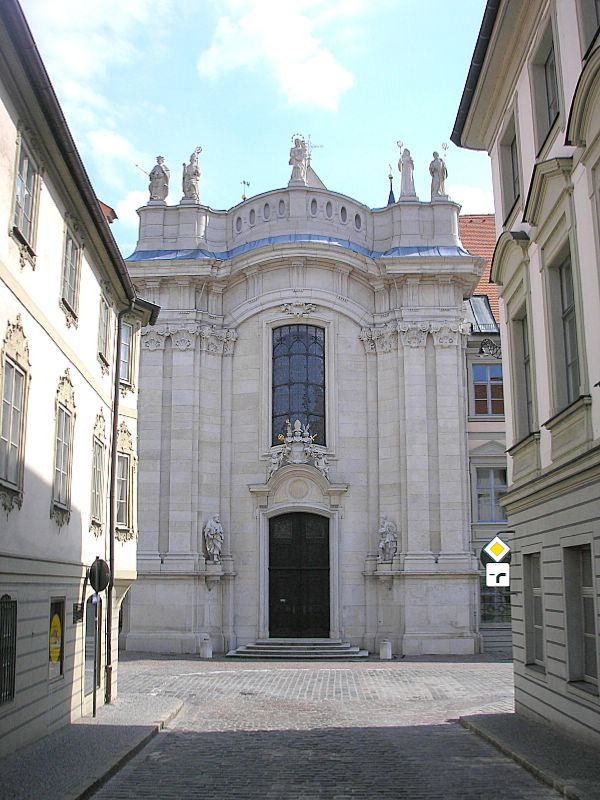
Facciata del Duomo di Eichstätt
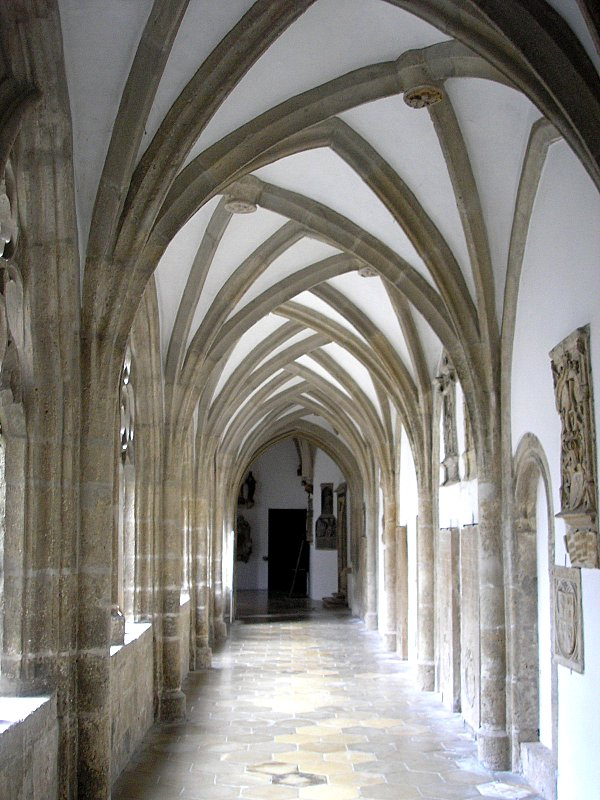
Volte a crociera nel Duomo di Eichstätt
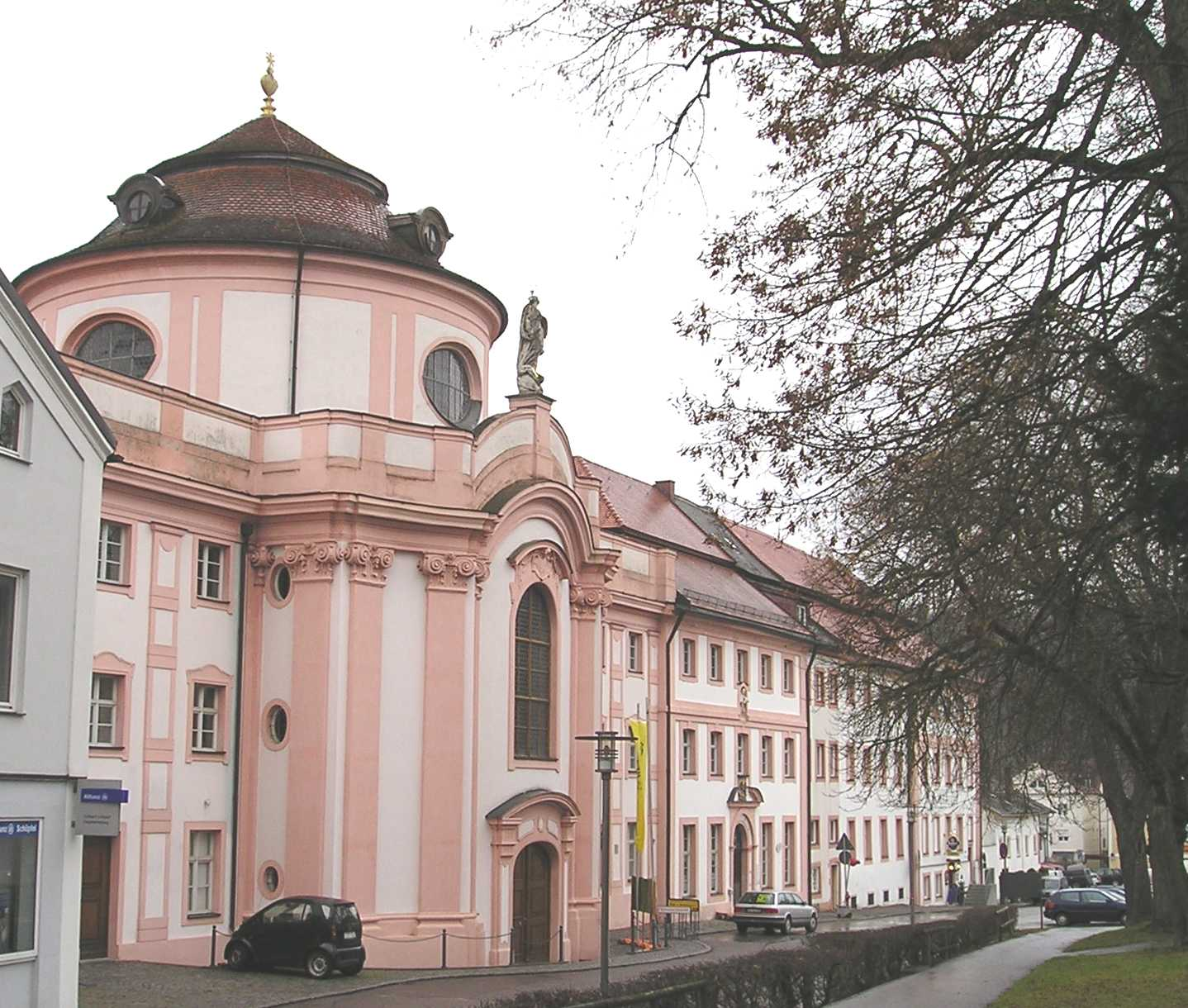
Chiesa conventuale di Notre Dame